# Fernanda Karina Somaggio
Fernanda Karina Ramos Somaggio (Mococa, 22 de abril de 1973), é uma ex-secretária brasileira. Foi casada com Vitor Somaggio, com quem tem uma filha. Atualmente, casou-se novamente e mora no interior de São Paulo.

## Biografia
Karina trabalhou como secretária para o publicitário e empresário Marcos Valério, na agência de propaganda SMP&B e ganhou notoriedade no Brasil, por causa de uma entrevista que deu para a revista IstoÉ Dinheiro, onde acusou  integrantes do Governo Lula e do Partido dos Trabalhadores de envolvimento com atividades supostamente ilícitas praticadas por seu patrão. Posteriormente, a ex-secretária disse que as entrevistas - classificadas por ela como conversas - concedidas à revista foram distorcidas  e Karina não confirmou a informação de que teria visto saírem malas de dinheiro da sala do ex-patrão, além de qualquer tipo negociata dele com integrantes do PT e do governo.
Em depoimento à Comissão de Ética e Decoro Parlamentar da Câmara de Deputados do Brasil, ela afirmou que Valério fazia saques vultosos antes de viagens, e que esses saques chegavam a um milhão de reais. Ela também denunciou depósitos feitos por seu chefe supostamente com a finalidade de beneficiar políticos brasileiros.
Apesar de ganhar muita repercussão, na época, ela não apresentou provas contundentes sobre o que falou. Contudo, a maioria de suas declarações mostrou-se coerente e foi comprovada com as investigações que se seguiram. Com o fim do sigilo bancário das contas bancárias das empresas de Marcos Valério, pode-se verificar que uma grande quantidade de dinheiro era sacada periodicamente por políticos ou pessoas ligadas a políticos.
O depoimento de Karina tornou mais verossímeis as denúncias que o deputado brasileiro Roberto Jefferson fez contra integrantes da cúpula do Partido dos Trabalhadores, os quais, segundo ele, estariam a pagar mesadas para que parlamentares votassem a favor do governo. As denúncias geraram um escândalo de enormes proporções que ficou conhecido como escândalo do mensalão.
O ex-chefe de Karina, Marcos Valério, acusou-a de exigir dinheiro para ficar quieta sobre o que supostamente sabia sobre sua empresa.
Em 22 de agosto, o Superior Tribunal de Justiça (STJ) anunciou que a ação penal por crime de extorsão movida por Valério contra Karina deveria ser suspensa temporariamente por falta de coerência entre a denúncia e o depoimento de uma testemunha do caso.
Karina recebeu a proposta de posar nua para a Revista Playboy, por dois milhões de reais, mas não aceitou. Foi entrevistada pelos programas Bom Dia Mulher, Boa Noite Brasil, Programa do Jô, Mais Você. Em 2006, candidatou-se a deputada federal pelo PMDB de São Paulo, mas não foi eleita. Em 2016, se candidatou a vereadora da cidade de São Paulo pelo PTN e também não conseguiu se eleger. Em 2018, se candidatou a deputada federal pelo Podemos por São Paulo. Karina administra o Santuário dos Cavalos que ajuda animais acolhidos que fica em Mairiporã.

## Mídia
| (notícias) | \| Secretária de publicitário citado por Jefferson fala para revista sobre quem pagava o mensalão, mas depois volta atrás, 16 de junho, 2005 \| \| Fernanda Karina Somaggio denuncia Marcos Valério em entrevista para a revista brasileira Isto É - Dinheiro, mas nega depois para a Polícia Federal. \| \| Secretária de publicitário diz que foi obrigada a mentir para polícia porque foi ameaçada, 22 de junho, 2005 \| \| Num novo depoimento para a Polícia Federal, a secretária confirma o que contou para a revista e diz que teve que mentir antes porque foi ameaçada. \| |
| Secretária de publicitário citado por Jefferson fala para revista sobre quem pagava o mensalão, mas depois volta atrás, 16 de junho, 2005           | |
| Fernanda Karina Somaggio denuncia Marcos Valério em entrevista para a revista brasileira Isto É - Dinheiro, mas nega depois para a Polícia Federal. | |
| Secretária de publicitário diz que foi obrigada a mentir para polícia porque foi ameaçada, 22 de junho, 2005                                        | |
| Num novo depoimento para a Polícia Federal, a secretária confirma o que contou para a revista e diz que teve que mentir antes porque foi ameaçada.  | |